# Bakrol
Bakrol – miejscowość w Indiach, w stanie Gudźarat, w dystrykcie Anand, położona w odległości 76 kilometrów od stolicy stanu Gudźarat - Gandhinagar. 
Zgodnie z danymi pozyskanymi podczas spisu powszechnego w 2001 roku, miejscowość zamieszkuje 19 738 osób, z czego 52% to mężczyźni, a 48% to kobiety. Spis wykazał także, że 11% populacji to osoby poniżej szóstego roku życia.